# Il dottor Ox (raccolta di racconti)
Il dottor Ox (Le Docteur Ox) è una raccolta di racconti fantastici e fantascientifici di Jules Verne pubblicata dalle edizioni Hetzel nel 1874.

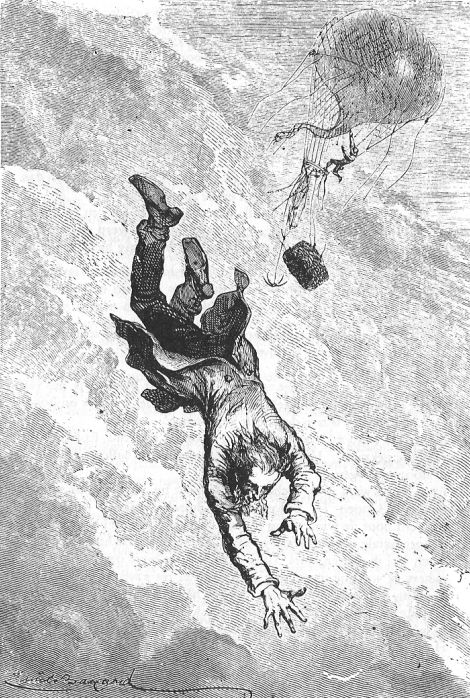
Illustrazione originale di Un dramma nell'aria

La raccolta comprende quattro novelle fantastiche, molto eterogenee, per la gioventù:
- Il dottor Ox o Il dottor Oss (Une fantaisie du docteur Ox, racconto lungo)
- Mastro Zacharius o l'orologiaio che aveva perduto l'anima (Maître Zacharius ou l'horloger qui avait perdu son âme, racconto lungo)
- Un inverno tra i ghiacci (Un hivernage dans les glaces, romanzo breve)
- Un dramma nell'aria (Un drame dans les airs, racconto)

L'edizione originale includeva inoltre il racconto Quarantième ascension française au mont Blanc (un testo di Paul Verne, ritirato nelle edizioni seguenti).